# لورنزو لاتوري
لورنزو لاتوري (بالإنجليزية: Lorenzo Latorre) (و. 1900 – 1916 م) هو وزير الدفاع، وعسكري محترف من الأوروغواي ولد في مونتيفيديو.